# فهرست والیان هلمند
جدول زیر فهرست والیان ولایت هلمند افغانستان است.

## فهرست
| والی | والی | والی               | دوره                           | جزئیات | یاداشت |
| ---- | ---- | ------------------ | ------------------------------ | ------ | ------ |
|      |      | شیر محمد آخوندزاده | ۲۰۰۱–۲۰۰۵                      |        |        |
|      |      | محمد داوود         | دسامبر ۲۰۰۵–۱۰ دسامبر ۲۰۰۶     |        |        |
|      |      | اسدالله وفا        | ۲۰۰۶–۲۰۰۸                      |        |        |
|      |      | محمد گلاب منگل     | ۲۲ مارس ۲۰۰۸ - ۲۰ سپتامبر ۲۰۱۲ |        |        |
|      |      | محمد نعیم بلوچ     | ۲۰ سپتامبر ۲۰۱۲ - ؟؟؟          |        |        |
|      |      | میرزا خان رحیمی    | سپتامبر ۲۰۱۵–۳۱ مارس ۲۰۱۶      |        |        |
|      |      | حیات الله حیات     | ؟؟؟ - کنونی                    |        |        |